# Ngoại trưởng Nga
Dưới đây là danh sách các ngoại trưởng của nước Nga Sa hoàng, Đế chế Nga, Liên Xô và Liên bang Nga.

## Lãnh đạo củaPosolsky Prikaz, 1549–1699

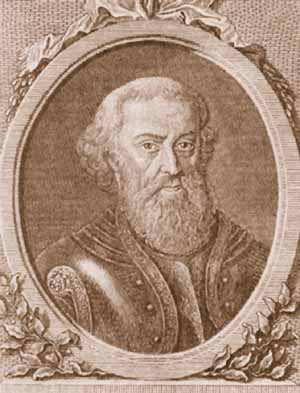
Artamon Matveev

- Ivan Viskovatyi 1549–62
- Andrey Vasilyev 1562–1570
- Brothers Vasily and Andrey Shchelkalov 1570–1601

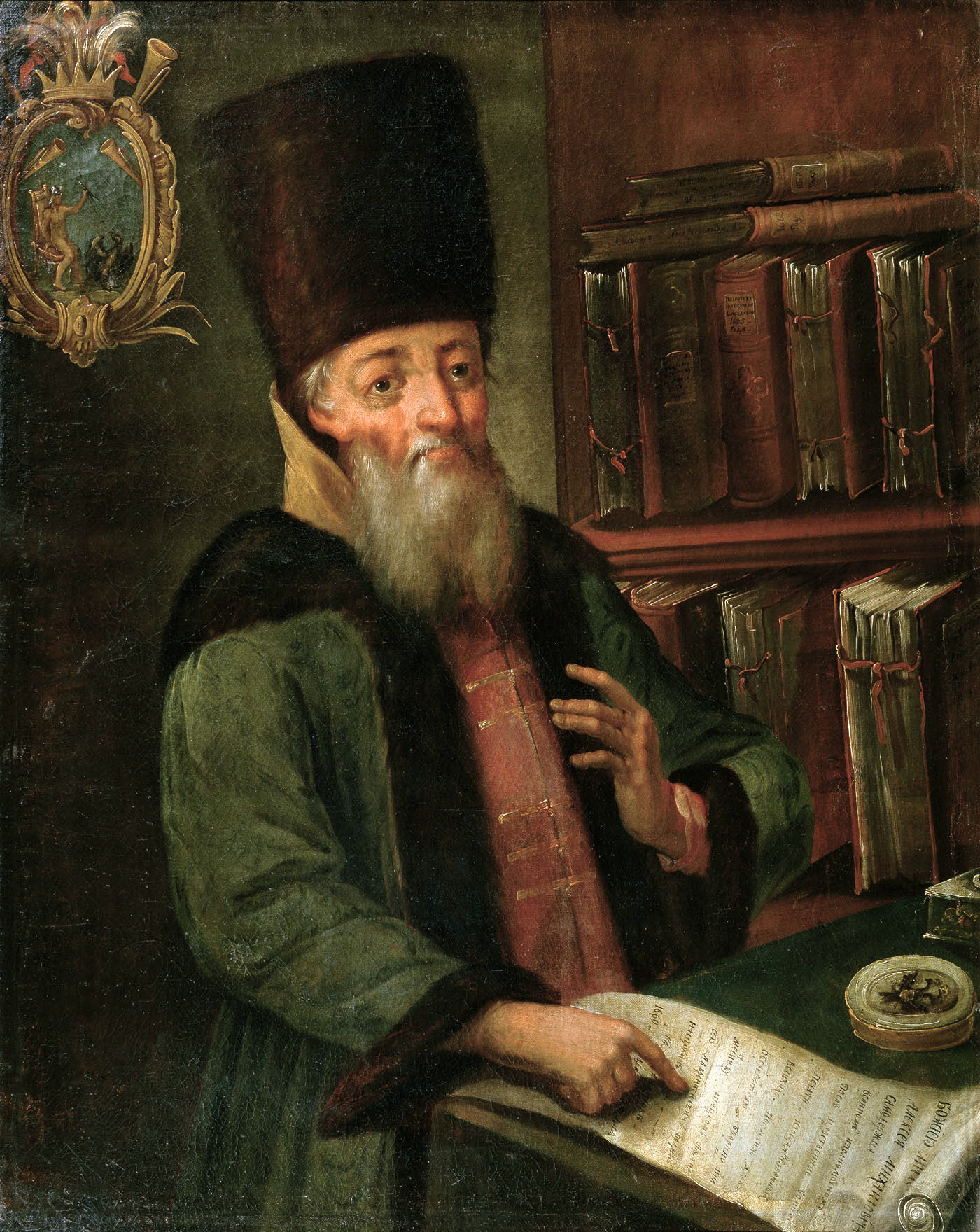
Afanasy Ordin-Nashchokin

- Afanasy Vlasyev 1601–05
- Ivan Gramotin 1605–06Afanasy Ordin-NashchokinArtamon Matveev
- Vasily Telepnev 1606–10
- Ivan Gramotin 1610–12
- Pyotr Tretyakov 1613–18
- Ivan Gramotin 1618–26
- Efim Telepnev 1626–30
- Fedor Likhachov 1630–31
- Ivan Gryazev 1632–34
- Ivan Gramotin 1634–35
- Fedor Likhachov 1635–43
- Grigory Lvov 1643–46
- Nazary Chistoy 1647–48
- Mikhail Volosheninov 1648–53
- Almaz Ivanov 1653–67
- Afanasy Ordin-Nashchokin 1667–71
- Artamon Matveyev 1671–76
- Larion Ivanov 1676–80
- Vasily Volynsky 1680–82
- Vasily Galitzine 1682–89
- Emelian Ukraintsev 1689–99
- Lev Naryshkin 1697–99

## Các ngoại trưởng củaĐế chế Nga, 1699–1801

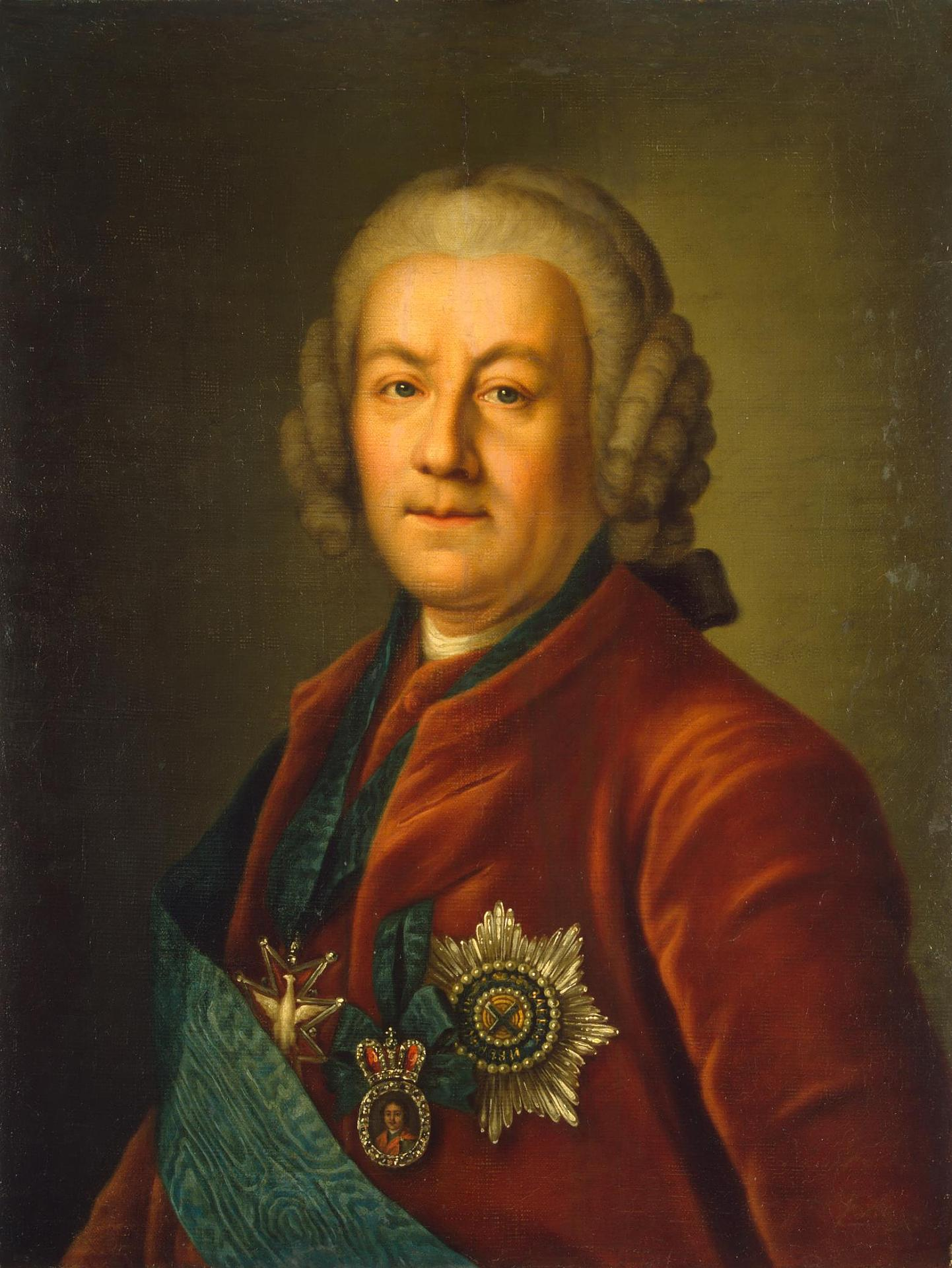
Alexey Bestuzhev-Ryumin

- Fyodor Golovin 1700–06
- Pyotr Shafirov 1706–08
- Gavriil Golovkin 1706–34
- Andrey Osterman 1734–40
- Aleksey Tcherkassky 1740–42
- Aleksey Bestuzhev-Ryumin 1744–58
- Mikhail Vorontsov 1758–63
- Nikita Panin 1763–81
- Ivan Osterman 1781–97
- Aleksandr Bezborodko 1797–99
- Fyodor Rostopchin 1799–1801
- Nikita Petrovich Panin 1801

## Ngoại trưởng của Đế chế Nga, 1801–1917
- Viktor Kochubey 1801–02
- Aleksandr Vorontsov 1802–04
- Adam Jerzy Czartoryski 1804–06
- Andrei Budberg 1806–08
- Nikolay Rumiantsev 1808–14
- Karl Nesselrode 1814–56

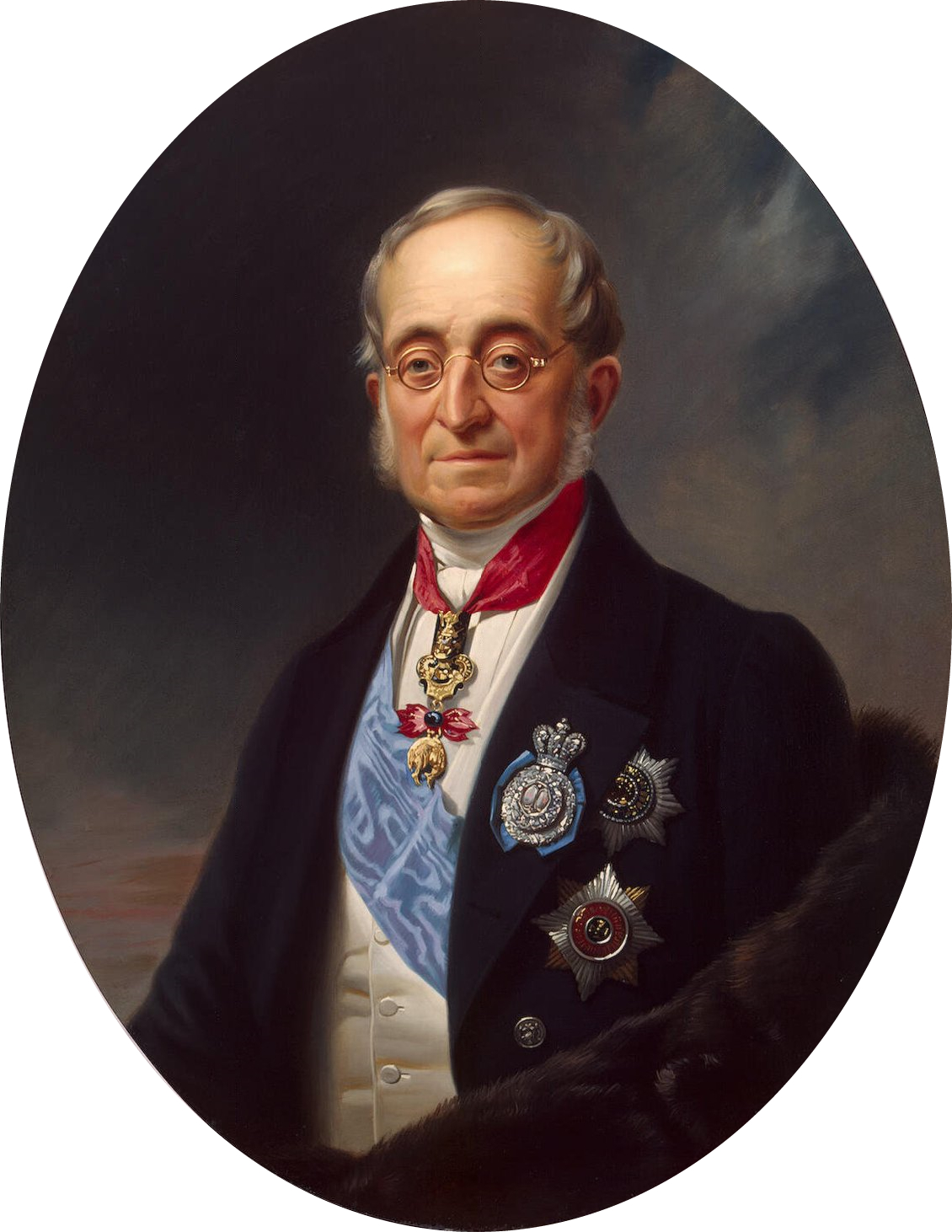
Karl Nesselrode

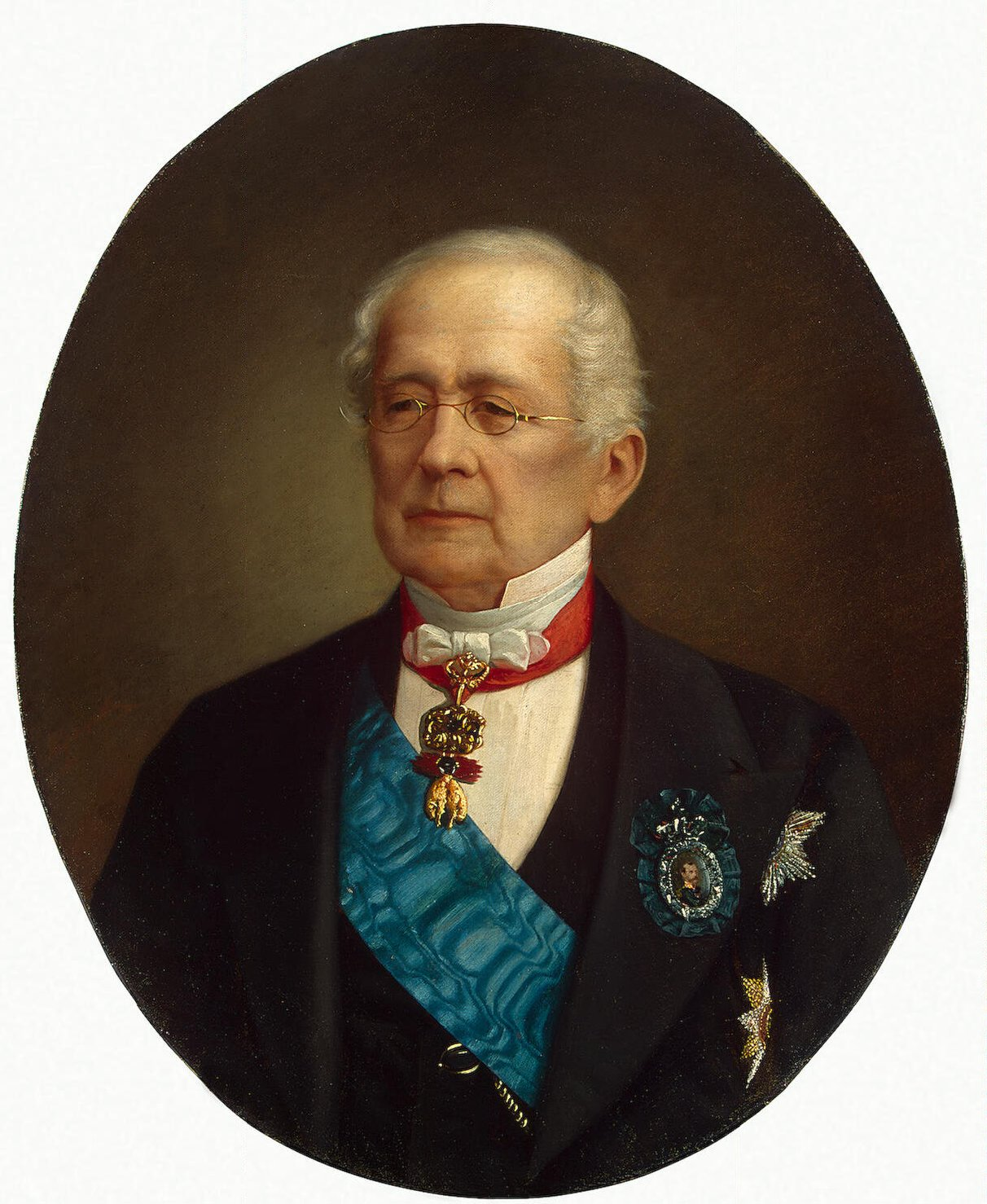
Alexander Gorchakov

- Ioannis Kapodistrias 1816–22 (cùng với Nesselrode)
- Alexander Gorchakov 1856–82
- Nicholas de Giers 1882–95
- Alexei Lobanov-Rostovsky 1895–96
- Nikolay Shishkin 1896–97
- Mikhail Muravyov 1897–1900
- Vladimir Lambsdorff 1900–06
- Alexander Izvolski 1906–10
- Sergey Sazonov 1910–16
- Boris Stürmer 1916
- Nikolay Pokrovsky 1916–17

## Ngoại trưởng của Chính phủ Lâm thời Nga, 1917
- Pavel Milyukov March–May, 1917
- Mikhail Tereshchenko May–October, 1917

## Ngoại trưởng Nga thời kỳ nội chiến
- Georgy Chicherin

## Ngoại trưởng Liên Xô, 1922–91
- Georgy Chicherin 1922–30
- Maxim Litvinov 1930–39
- Vyacheslav Molotov 1939–1949
- Andrey Vyshinsky 1949–1953
- Vyacheslav Molotov 1953–1956
- Dmitri Shepilov June 1956 – February 1957
- Andrei Gromyko ngày 14 tháng 2 năm 1957 – ngày 27 tháng 7 năm 1985
- Eduard Shevardnadze ngày 28 tháng 7 năm 1985 – ngày 20 tháng 12 năm 1990
- Aleksandr Bessmertnykh 15 January – ngày 28 tháng 8 năm 1991
- Boris Pankin 28 August – ngày 14 tháng 11 năm 1991
- Eduard Shevardnadze ngày 19 tháng 11 – ngày 26 tháng 12 năm 1991

## Ngoại trưởng Liên bang Nga 1991–
- Andrey Kozyrev 1991–96
- Yevgeny Primakov 1996–98
- Igor Ivanov 1998–2004
- Sergei Lavrov 2004–